# Elliott Erwitt
Elliott Erwitt, geboren als Elio Romano Erwitz (Parijs, 26 juli 1928 – New York, 29 november 2023), was een Amerikaans fotograaf. Van 1966 tot 1969 was hij voorzitter van de fotografievereniging Magnum Photos.

## Leven en werk
Erwitt werd geboren in een Joodse, van oorsprong Russische familie in Parijs. In 1938 vertrok het gezin naar Milaan, om een jaar later te emigreren naar de Verenigde Staten, op de vlucht voor het fascisme. Hij studeerde film aan de The New School te New York en ontmoette in 1952 de beroemde fotografen Robert Capa en Edward Steichen, waarna hij besloot fotograaf te worden. Vanaf 1953 zou hij bijdragen aan de coöperatieve fotografievereniging Magnum Photos, waarvan hij tussen 1966 en 1969 voorzitter zou zijn.
Erwitt maakte in de jaren vijftig en zestig naam als portretfotograaf en maakte beroemde foto's van onder andere Jacqueline Kennedy, Marilyn Monroe, Fidel Castro en Che Guevara. Daarnaast werd hij bekend door zijn enigszins schalkse zwart-wit snapshot-foto's, vaak met een ironisch-absurdistische inslag. Zelf gaf hij aan altijd op zoek te zijn naar het "essentiële" moment. Vaak liet hij honden figureren in zijn foto's. Ook werd hij altijd gebiologeerd door het grote onderscheid tussen man en vrouw.
Als freelancer werkte Erwitt voor vooraanstaande tijdschriften als Life, Collier's en Look. Ook leidde hij in de jaren vijftig een fotoproject voor Standard Oil. Sinds de jaren 1970 maakte hij ook een aantal films en werkte hij mee aan diverse documentaires en commercials (onder andere voor KLM). Ook heeft hij een groot aantal fotoboeken op zijn naam staan.
Erwitt werd onder andere onderscheiden door de Britse Royal Photographic Society en het International Center of Photography. Hij was getrouwd met de Duitse schrijfster en regisseuse Pia Frankenberg en woonde en werkte in New York. Zijn werk is te zien in tal van grote musea over de hele wereld, waaronder het Museum of Modern Art en het Metropolitan Museum of Art in New York, en het  Louvre te Parijs.
Erwitt overleed op 95-jarige leeftijd.

## Fotoboeken
- Photographs and Anti-Photographs, 1972
- Observations on American Architecture, 1972
- Elliott Erwitt: The Private Experience, 1974
- Son of Bitch, 1974
- Recent Developments, 1978
- Personal Exposures. 1988
- On the Beach, 1991
- To The Dogs, 1992
- The Angel Tree, 1993
- Between the Sexes, 1994
- 100+1 Elliott Erwitt, 1997
- Dog Dogs, 1998
- Museum Watching, 1999
- Snaps, 2001
- EE 60/60, 2002
- Elliott Erwitt's Handbook, 2002
- Woof, 2005
- Elliott Erwitt's Rome, 2009
- Elliott Erwitt's New York, 2009
- The Art of Andre S. Solidor aka Elliott Erwitt, 2010
- Elliott Erwitt Personal Best, 2010
- Sequentially Yours, 2011
- Cuba, 2017
- Pittsburgh 1950, 2017